# 에릭슨 코어
에릭슨 코어(영어: Ericson Core)는 미국의 촬영 감독, 영화 감독이다. 《페이백》(1999), 《분노의 질주》(2001), 《데어데블》(2003)의 촬영 기사였으며, 《인빈서블》(2006)과 《포인트 브레이크》(2015)를 직접 연출했다.